# Mummy on the Orient Express
"Mummy on the Orient Express" é o oitavo episódio da oitava temporada da série de ficção científica britânica Doctor Who, transmitido originalmente na BBC One em 11 de outubro de 2014. Foi escrito por Jamie Mathieson e dirigido por Paul Wilmshurst.
No episódio, o alienígena viajante do tempo conhecido como o Doutor (Peter Capaldi) investiga a morte de passageiros a bordo de um trem espacial, que afirmam ter visto uma múmia que não é visível para outras pessoas antes de suas mortes.
O episódio foi assistido por 7,11 milhões de telespectadores e recebeu críticas positivas dos avaliadores.

## Enredo
Clara está pronta para ter uma saideira. Ela permite que o Doutor a leve a bordo de um trem espacial inspirado no Expresso do Oriente. Sem que Clara saiba, o computador do trem, Gus, atraiu o Doutor junto com muitos outros cientistas. Eles ficam sabendo da morte da Sra. Pitt após testemunharem uma múmia que nenhum outro passageiro poderia ver atacá-la, o que deixa o Doutor curioso. Ele descobre que a morte da Sra. Pitt e outras semelhantes no trem ocorreram exatamente 66 segundos depois que as luzes piscaram nas proximidades; isso segue a lenda de um ser sobrenatural chamado de Adivinho.
Quando o Doutor suspeita da quantidade de cientistas reunidos, a fachada do Expresso do Oriente desaparece, revelando um laboratório; Gus informa aos passageiros que eles agora devem estudar o Adivinho para fazer engenharia reversa para descobrir qualquer tecnologia que ele use. O Doutor também percebe que o sarcófago que Clara e a neta da Sra. Pitt, Maisie, encontraram no vagão de armazenamento é para capturar o Adivinho.
O professor Moorhouse e o Capitão Quell são os próximos alvos mortos pelo Adivinho. O Doutor e engenheiro-chefe Perkins percebem que o Adivinho está drenando energia de suas vítimas usando tecnologia de mudança de fase. Perkins também observa que as vítimas eram as mais fracas do ponto de vista médico no trem. Quando Perkins revela que Maisie provavelmente será a próxima devido ao seu trauma, Clara mente para ela para levá-la ao laboratório. Maisie vê o Adivinho; o Doutor rapidamente recorre a suas memórias para enganar a criatura e fazer atacá-lo. Aos 66 segundos, o Doutor identifica com sucesso o Adivinho como um soldado furtivo modificado de uma guerra antiga e oferece rendição para dizer a ele que a guerra acabou. O Adivinho, finalmente liberado de seu dever, oferece uma saudação ao Doutor antes de desaparecer em uma pilha de poeira, deixando para trás seu dispositivo de mudança de fase.
O Doutor evacua Clara e os passageiros para a TARDIS, usando o dispositivo do Adivinho, e os deixa em um planeta próximo. Ele diz a Clara que tentou hackear Gus para descobrir quem trouxe todos para o trem, mas ele ativou uma autodestruição para manter sua identidade escondida. O Doutor explica que às vezes as únicas escolhas são más e que ele passaria para a próxima vítima do Adivinho até vencê-lo. Danny liga para Clara para perguntar se ela se despediu do Doutor. Ao desligar, ela mente para o Doutor dizendo que Danny aceita que eles continuem viajando juntos.

### Continuidade
A pergunta "Você é minha mamãe?" é uma referência aos episódios do Nono Doutor "The Empty Child"/"The Doctor Dances" (2005). O Décimo Doutor repete a pergunta em "The Poison Sky" (2008).
O Doutor confessa a Clara que a força misteriosa que o atraiu ao Expresso do Oriente "até telefonou uma vez para a TARDIS", relembrando a cena final de "The Big Bang" (2010), onde o Décimo primeiro Doutor atende uma chamada relativa a "uma deusa egípcia solto no Expresso do Oriente, no espaço".
O Décimo segundo Doutor é mostrado oferecendo jelly babies ao Professor Moorhouse, uma tradição associada a Doutores anteriores, particularmente ao Quarto Doutor de Tom Baker.
Danny Pink lembra a Clara que o Doutor "não é seu namorado". É o que o próprio Doutor conta a ela no final de "Deep Breath" (2014).

## Produção

### Filmagens
A leitura do roteiro de "Mummy on the Orient Express" ocorreu em 1º de maio de 2014. As filmagens começaram em 20 de maio e terminaram em 10 de junho. O episódio foi filmado principalmente em estúdio, mas a cena com o Doutor e Clara no planeta foi filmada em Limpert Bay, Vale of Glamorgan.

### Elenco
Christopher Villers apareceu anteriormente na série clássica no serial The King's Demons (1983), e Janet Henfrey apareceu anteriormente em The Curse of Fenric (1989). Frank Skinner se considera um fã obstinado de Doctor Who, e já havia aparecido no especial The Five(ish) Doctors Reboot (2013).

## Transmissão e recepção
Durante sua noite de estreia, o episódio foi assistido por 5,08 milhões de telespectadores, com um share de 22,1% da audiência disponível, sendo o terceiro programa mais visto da noite. O episódio foi assistido por 7,11 milhões de telespectadores de acordo com os números finais de audiência. Na BBC America, o episódio foi visto por 0,97 milhão de telespectadores.

### Recepção critica
| Críticas profissionais: | Críticas profissionais: |
| Avaliações da crítica   | Avaliações da crítica   |
| Fonte                   | Avaliação               |
| ----------------------- | ----------------------- |
| The A.V. Club           | A                       |
| Paste Magazine          | 8,3                     |
| TV Fanatic              | [ 9 ]                   |
| CultBox                 | [ 10 ]                  |
| IndieWire               | A                       |
| IGN                     | 7,4                     |
| New York Magazine       | [ 13 ]                  |
| Digital Spy             | [ 14 ]                  |
| The Daily Telegraph     | [ 15 ]                  |

"Mummy on the Orient Express" recebeu críticas positivas. O episódio também recebeu uma pontuação no Índice de Apreciação do público de 85; o mais alto da 8.ª temporada até então.
O colunista do The Guardian, Dan Martin, foi positivo em relação ao episódio e elogiou a múmia, dizendo: "Finalmente, um novo monstro assustador para nos levar para trás do sofá", algo que ele sentiu que estava faltando até então na 8.ª temporada. Ele o chamou de um "triunfo do design de produção combinado com imaginação", e elogiou Jamie Mathieson, que estava escrevendo para o programa pela primeira vez, por misturar "monstros legais" e "dinâmica estranha na TARDIS". Ele, no entanto, achou que a revelação da verdadeira natureza do monstro foi "desanimadora". Ben Lawrence do The Daily Telegraph foi positivo em relação ao episódio e concedeu-lhe quatro estrelas de cinco. Ele elogiou o estilo do episódio e sua capacidade de tornar o espectador parte dele: "como espectador, você se sente cercado pelos corredores estreitos do trem, perseguido por uma criatura invisível que pode atacar a qualquer momento". Ele acreditava que Frank Skinner "começou bem" como Perkins, mas mais impressionante foi David Bamber, descrevendo sua atuação como o Capitão Quell como "comovente" e elogiou o desenvolvimento do relacionamento entre o Doutor e Clara.
Morgan Jeffrey do Digital Spy elogiou o episódio, dando-lhe quatro estrelas de cinco. Ele elogiou a química dos dois protagonistas, Peter Capaldi e Jenna Coleman, dizendo que eles "continuam sendo um par totalmente magnético na tela", citando a cena final da TARDIS e a cena da praia como "mágica". Ele achou que o principal problema do episódio foi a decisão de manter os dois separados. Ele foi positivo em relação ao "amor genuíno de [Frank] Skinner por Doctor Who", o que significava que ele estava "praticamente radiante", e o chamou de "um substituto cativante" para Clara no episódio. Ele acreditou que, assim como o episódio anterior "Kill the Moon", "Mummy on the Orient Express" também tinha a vibração de Philip Hinchcliffe, e que o episódio "é uma alegria, com excelente design de produção e uma lista de atuações perfeitamente afinadas, tudo somado para criar uma atmosfera encantadora" e acreditava que tinha um "clima maravilhoso", que parecia um "Doctor Who vintage". Tim Liew, escrevendo para o Metro, foi positivo em relação ao episódio, chamando-o de "outra forte história independente. ... [Os] trajes de época ajudaram a criar uma aparência e sensação distintas, o mumificado Adivinho foi bem realizado e o uso repetido do relógio com a contagem regressiva de 66 segundos injetou uma verdadeira sensação de ritmo e perigo."  Neela Debnath do The Independent elogiou as estrelas convidadas, Foxes e Skinner, dizendo que Skinner "age como se fosse o máximo". Ela permaneceu crítica de Clara, argumentando que "seu personagem mal concebido e escrito não consegue encantar", apesar de elogiar a atuação de Coleman. No geral, ela disse que o episódio foi "uma deliciosa brincadeira no espaço sideral".
Ewan Spence deu ao episódio uma crítica positiva na Forbes. Ele elogiou o "fantástico princípio central" da trama. No entanto, ficou decepcionado com o tempo de execução, acreditando que teria beneficiado de mais cinco minutos, citando algumas áreas que poderiam ter sido mais exploradas, nomeadamente a fuga do trem. Ele elogiou o elenco e o protagonista refletindo que "O Doutor contagia a atuação de Capaldi. Com base em seu amor pela série pude ver as influências de muitos dos atores anteriores a assumir o papel" e elogiou o desenvolvimento do Doutor e o relacionamento de Clara. Ele chamou o roteiro de Mathieson de "uma estreia impressionante"." Para o The A.V. Club, Alasdair Wilkins concedeu ao episódio uma nota "A" perfeita. Ele disse: "Quando chegar a hora de escrever o relato final do Décimo segundo Doutor - e esperamos que não precisemos fazer isso por um tempo ainda - 'Mummy on the Orient Express' terá grande importância. Este episódio é um triunfo para Peter Capaldi." Ele acrescentou que foi "o mais recente excelente episódio em uma temporada forte" e que "o desempenho de Peter Capaldi é suficiente por si só para elevar esta história ao status de clássico, mas o roteiro de Jamie Mathieson fornece-lhe um excelente apoio".

## Romantização
A Pearson Education publicou uma romantização deste episódio escrita por Jane Rollason para estudantes de leitura da língua inglesa em 24 de maio de 2018.